# Thomas Happe
Thomas Happe (nascut el 25 de març de 1958 a Dortmund), és un exjugador d'handbol alemany que va competir als Jocs Olímpics d'Estiu de 1984. El 1984 va formar part de la selecció de la República Federal Alemanya que va guanyar la medalla d'argent a les Olimpíades de Los Angeles. Hi va jugar cinc partits.